# Aria fresca
Aria fresca è stato un varietà televisivo comico di successo, andato in onda fra il 1995 ed il 1996, prima su Canale 10 (Toscana) e poi su Videomusic e Telemontecarlo, ideato e condotto da Carlo Conti. Il 27 aprile 2010 il programma è tornato in onda con il titolo Voglia d'aria fresca, stavolta su Rai 1, condotto ancora da Conti.

## Il programma

### 1995-1996
Il programma nasce dopo il successo del precedente varietà Vernice fresca, in onda tra il 1989 ed il 1993, che aveva lo stesso formato, lo stesso conduttore e buona parte degli stessi comici (quasi tutti di chiare origini toscane). La regia era, come nelle precedenti edizioni, firmata da Leonardo Scucchi e Andrea Biagini che, con la società Image Tv, producevano il programma con lo stesso Conti. La computer grafica fu realizzata da Leonardo Scucchi e Filippo Santellocco con computer Commodore Amiga.
Carlo Conti era l'ideatore ed il coordinatore dello show ed era in scena la spalla di quasi tutti i comici (principalmente con i personaggi di Giorgio Panariello e quelli di Andrea Cambi).
Il programma, la cui messa in onda iniziò sulla TV locale Canale 10 (Toscana) nel 1995, passò in seguito su Videomusic, ed infine, dopo il notevole successo, fu "promosso" sulla tv sorella Telemontecarlo (appena acquisita da Vittorio Cecchi Gori) nel 1996, in occasione delle ultime due puntate.
Gli autori del programma erano Lucio Caizzi, Graziano Salvadori, Katia Beni, Niki Giustini, Carlo Conti, Gaetano Gennai, Giorgio Panariello, David Lubrano, Lucio Gardin ed Emanuela Aureli.
Pressoché tutti i comici del programma hanno poi raggiunto la notorietà continuando a lavorare in televisione, al cinema o in teatro: basti ricordare Giorgio Panariello, che nel corso della trasmissione interveniva spesso mettendo in scena i suoi personaggi (tra cui Simone, Merigo, Lello Splendor e il famoso Mario il bagnino).
Sull'onda del successo di Aria fresca, di lì a breve la Rai affidò a Carlo Conti la conduzione di due programmi in prima serata nelle estati del 1996 e 1997 su Rai 1 (Su le mani e Va ora in onda) che riprendevano lo stesso schema, e in cui il conduttore era affiancato ancora da Panariello e da altri comici della precedente trasmissione. Altri comici come Niki Giustini e Graziano Salvadori furono allo stesso modo notati dalla Rai, che li fece presto entrare nel cast di Domenica in.

#### Comici rappresentativi
- Giorgio Panariello
- Andrea Cambi
- Cristiano Militello
- Niki Giustini
- Graziano Salvadori
- Emanuela Aureli
- Massimo Ceccherini
- Gaetano Gennai
- Alessandro Paci
- Lucio Caizzi
- Katia Beni
- Walter Santillo

### 2010
Dopo mesi in cui si susseguivano indiscrezioni in tal senso, il programma era tornato in onda dal 27 aprile 2010 in prima serata su Rai 1, con il titolo Voglia d'aria fresca ed era condotto ancora da Carlo Conti, in diretta dal Teatro delle Vittorie di Roma.
Nel cast comico c'erano: Anna Maria Barbera, Emanuela Aureli, Gabriella Germani, Maurizio Battista, Manlio Dovì, Sergio Friscia, Franco Neri, Claudio Batta, Max Pisu, Lucio Caizzi, Cristiano Militello, Andrea Agresti, Paolo Ruffini, Graziano Salvadori, Niki Giustini, Alessandro Paci, Laura De Marchi, Rita Pelusio, Bianchi e Pulci, Alessandro Politi, Battaglia e Miseferi.